# Chow Gam-kong
Dans ce nom chinois, le nom de famille, Chow, précède le nom personnel.
Chow Gam-kong (周金江), parfois orthographié Chau Kam-Kong, Chow Gam-Gwong ou appelé Yee Bo[réf. souhaitée], est un cascadeur et acteur chinois, surtout remarqué dans les productions de Sammo Hung. Il est un membre de la Hung Ga Ban dans les années 1980 et 1990. Il participe à une centaine de films de 1976 à 2014 .
En 1981, il joue le rôle d'un homme de maître Mun dans Prodigal Son de Sammo Hung. Par la suite, il coordonne les cascades dans des films tels que Les Larmes d'un héros de John Woo sorti en 1986, Dung fong tuk ying de Sammo Hung sorti en 1987, Les griffes d'acier de Jing Wong et Yuen Woo-ping sorti en 1993, No hoi wai lung de Bun Yuen (ja) sorti en 1995 et Tai Chi 0 de Stephen Fung sorti en 2012.
Il est reconnu comme chorégraphe d'action, dans plusieurs films :
- Magic Cop de Stephen Tung (1990),
- The Third Full Moon de Wellson Chin (zh) (1994),
- Street Kids Violence (zh) de Wellson Chin (1999),
- The Ghost Inside de Herman Yau (2005).

Comme acteur, il joue également dans Fist of Legend de Gordon Chan (1994).